# 8-cm-Feldkanone M. 05
Die 8-cm-Feldkanone M.05 war eine Feldkanone der Österreichisch-Ungarischen Artillerietruppe, welches vor dem Ersten Weltkrieg entwickelt und in diesem eingesetzt wurde.

## Entwicklung
Die österreich-ungarische Armee brauchte mehrere Jahre um sich im Zeitalter der sogenannten Schnellfeuer-Revolution für das richtige Rückstoßsystem und Verschlusstyp zu entscheiden. Um die Jahrhundertwende verfügte die Armee über die leichte 9-cm-Feldkanone M.75/96, welche mittlerweile bereits veraltete war. Das deutsche Heer befürchtete, dass ihr engster Verbündeter waffentechnisch nicht mithalten konnte. Nach Rücksprache mit den Firmen Krupp und Rheinmetall verkaufte man an Österreich-Ungarn die Rechte an der neuesten Schnellfeuerverschluss von Rheinmetall.

## Produktion
Aufgrund von Produktionsschwierigkeiten verzögerte sich die Produktion bis ins Jahr 1907. Danach konnte die Serienproduktion beginnen, welche bis ins Jahr 1918 andauerte.

## Technische Beschreibung

### 8-cm-Feldkanone M.05
Die 8-cm-Feldkanone M.05 war mit einem Geschützrohr aus Schmiede-Stahlbronze nach dem Uchatius-Verfahren ausgestattet. Zur damaligen Zeit war Österreich-Ungarn noch nicht in der Lage, Stahlrohre mit entsprechende Qualität herstellen. Im Inneren des Geschützrohres gab es 30 Züge und Felder. Der Verschluss war ein Schubkurbelverschluss von Ehrhardt, Modell C/1902 und war ebenfalls aus Bronze gefertigt.

### 8-cm-Feldkanone M.05/08
Das Nachfolgemodell, die 8-cm-Feldkanone M.05/08, war für den Einsatz im Gebirge modifiziert worden. Es besaß ein Geschützrohr aus Stahl und war leichter und leistungsfähiger als das Vorgängermodell. Es war auch der erste Geschütztyp der Monarchie, der mit einem Schnellfeuerverschluss ausgestattet worden ist. Zusätzlich konnte das Geschütz für den leichteren Transport und schnelleren Einsatz in drei Teile zerlegt und auf Spezialwagen transportiert werden.

### 8-cm-Luftfahrzeugabwehrkanone M.05/08 Mittelpivotlafette

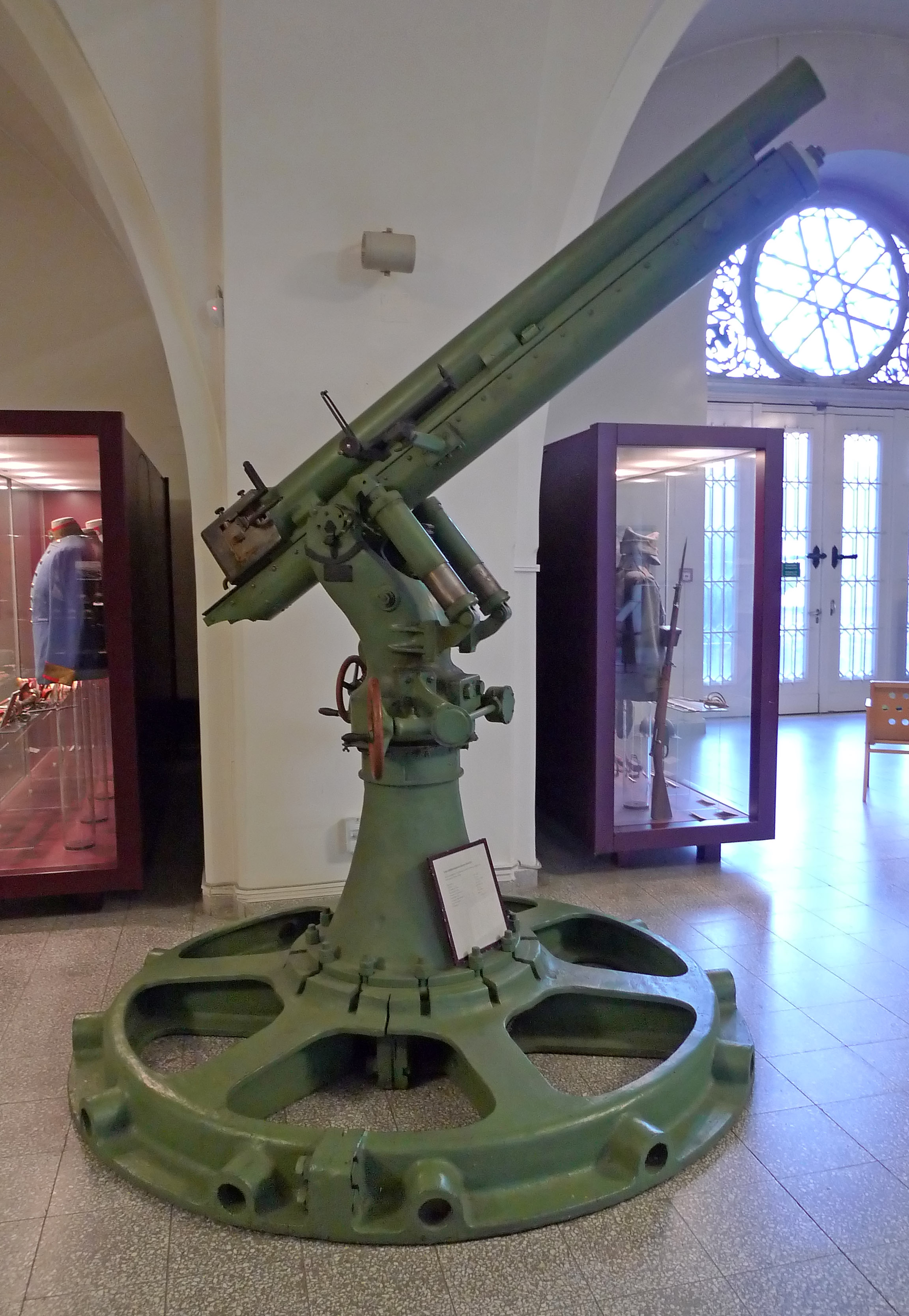
8-cm-Luftfahrzeugabwehrkanone M.05/08 Mittelpivotlafette im Museum

Da die österreich-ungarische Armee kaum über gute Flugabwehrkanonen verfügte und die 8-cm-Luftfahrzeugabwehrkanone M. 14 nicht die gewünschten Erfolge brachte, musste eine neue Lösung gefunden werden. Hierbei verwendete man die 8-cm-Feldkanone M.05/08, da sie für den Transport leichter zerlegbar war. Die gute Beweglichkeit und der schnelle und leichte Aufbau wurde durch den Einbau zusätzlicher Ausleger und eine Feldprotze verbessert. Dazu wurde das Geschütz auf eine steile Lafette mit einem 360 Winkelgrad Schwenkbereich zu den Seiten montiert. Als Munition wurden dafür Schrapnell-Granaten abgefeuert.

### 8-cm-Sockel-Luftfahrzeugabwehrkanone M.18
Gegen Ende des Krieges führte die unzureichenden Leistungen der Luftfahrzeugabwehrkanonen zur Konstruktion der 8-cm-Sockel-Luftfahrzeugabwehrkanone M.18. Hier wurde die Kaliberlänge auf L/45 verlängert und eine Mündungsgeschwindigkeit von 700 m/s erreicht. Dennoch wurde der eigentliche Zweck, eine Verkürzung der Flugzeit auf längeren Entfernungen und eine Wirkungssteigerung, nicht erreicht. Dennoch wurden im Jahr 1918 300 dieser Luftfahrzeugabwehrkanonen bestellt, um den Bedarf decken zu können. Aufgrund der Kapitulation von Österreich-Ungarn wurde keines diese Geschütze ausgeliefert.

## Bezeichnungen
- 8-cm-Feldkanone M.05 (Österreich-Ungarn, 1907–1918)[1]
- 8-cm-Feldkanone M.05/08 (Österreich-Ungarn, 1908–1918)[1]
- 8 cm Luftfahrzeugabwehr-Kanone M.05/08 Mittelpivotlafette (Österreich-Ungarn, 1908–1918)[1]
- Cannone da 77/28 modello 05/08 (Königreich Italien, 1916–1943)[6]
- Cannone da 77/28 C.A. (Königreich Italien, 1916–1943)[6]
- 7,65-cm-Feldkanone 5/8 (ö) (Deutsches Reich, 1938–1945)
- 7,65-cm-Feldkanone 5/8 (t) (Deutsches Reich, 1938–1945)
- 7,65-cm-Feldkanone 300 (j) (Deutsches Reich, 1941–1945)[7]
- 7,65-cm-Feldkanone 300 (i) (Deutsches Reich, 1943–1945)[7]
- 7,65-cm-Flak 268/1 (i) (Deutsches Reich, 1943–1945)[7]

## Einsatz

### Österreich-Ungarn
Bei Beginn des Ersten Weltkrieges gehörte das Geschütz zur Hauptausrüstung der österreich-ungarischen Artillerie.

### Königreich Italien

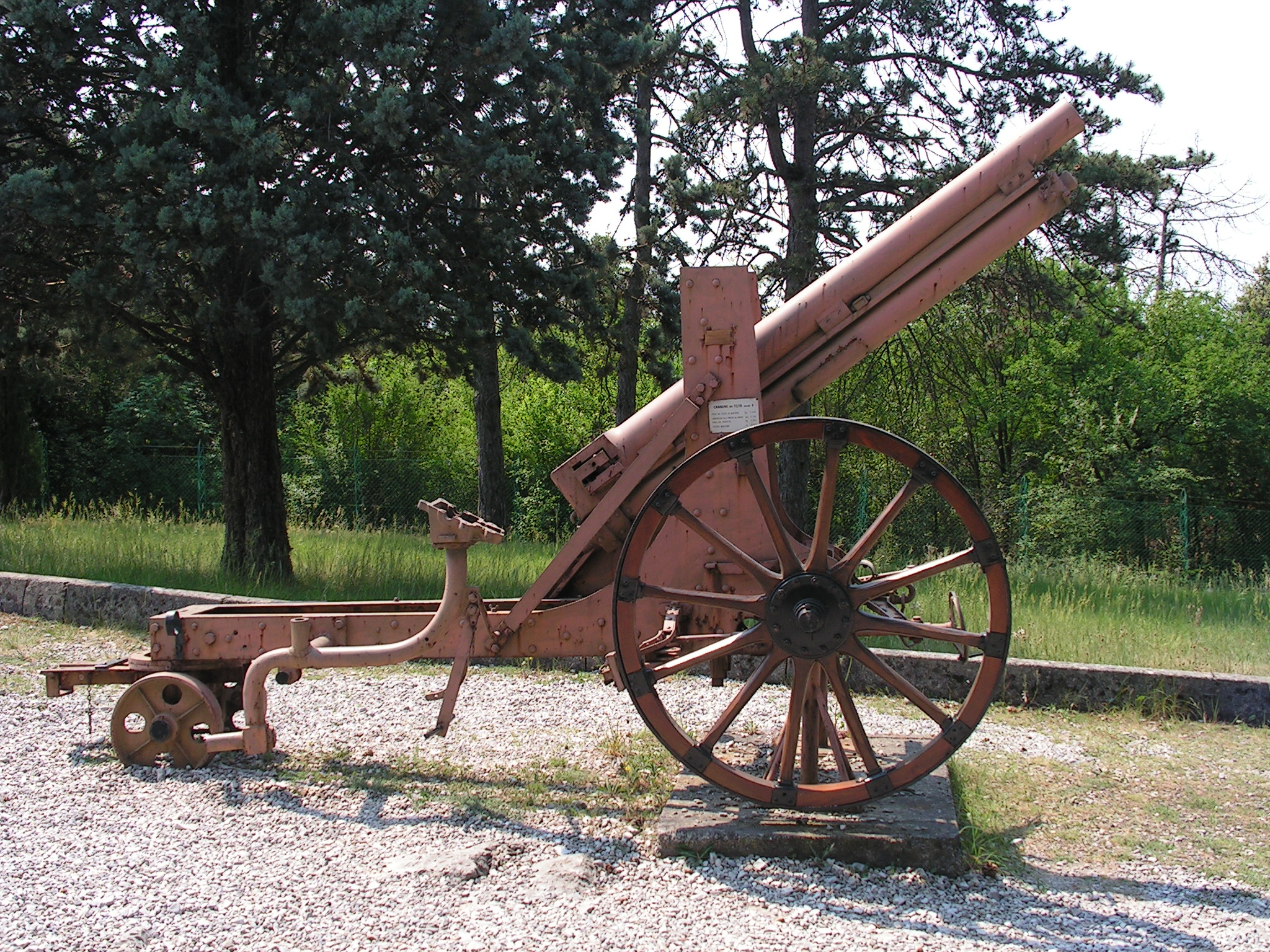
Italienische Cannone da 77/28 modello 5/8

Während des Krieges gelang es der italienischen Armee mehrere Geschütze zu erbeuten. Diese erhielten dort die Bezeichnung Cannone da 77/28 modello 5/8. Nach dem Krieg gelangten weitere Geschütze als Reparationszahlung in den Besitz Italiens. Darunter auch mehrere Flugabwehrgeschütze, welche die Bezeichnung Cannone da 77/28 C.A. (C.A. = contraereo, deutsch: Flugabwehr) erhielten.

### Wehrmacht
Als sich 1938 der Anschluss Österreichs vollzog, gelangten mehrere Geschütze der österreichischen Armee in den Bestand der Wehrmacht. Diese führten sie unter der Bezeichnung 7,65-cm-Feldkanone 5/8 (ö). Nachdem die Wehrmacht die vollständige Besetzung der Tschechoslowakei abgeschlossen hatte, fielen ihr dort weitere Feldkanonen in die Hand. Diese wurden mit der Bezeichnung 7,65-cm-Feldkanone 5/8 (t) geführt.
Mit dem Beginn des Balkanfeldzug im Jahr 1941, erbeutete die Wehrmacht auch hier mehrere Geschütze dieses Typs. Diese wurden dann in den Kennblättern fremden Geräts als 7,65-cm-Feldkanone 300 (j) geführt. Mit der Kapitulation Italiens im Jahr 1943 besetzte die Wehrmacht das Land. Die dort erbeuteten Geschütze erhielten die Bezeichnung 7,65-cm-Feldkanone 300 (i). Die zur Flugabwehrkanonen umgebauten Geschütze wurden als 7,65-cm-Flak 268/1 (i) geführt.